# Campiglossa varia
Campiglossa varia är en tvåvingeart som först beskrevs av Chen 1938.  Campiglossa varia ingår i släktet Campiglossa och familjen borrflugor. Inga underarter finns listade.